# Olszewek (Podlachie)
Pour les articles homonymes, voir Olszewek.
Olszewek est un village dans le district administratif de Brańsk, dans le comté de Bielsk, Voïvodie de Podlachie, dans le nord-est de la Pologne.